# Polyscias cumingiana
Polyscias cumingiana là một loài thực vật có hoa trong Họ Cuồng cuồng. Loài này được (C.Presl) Fern.-Vill. miêu tả khoa học đầu tiên năm 1880.